# Aéro-Frêt Business
Aéro-Frêt Business was een Congolese luchtvaartmaatschappij met haar thuisbasis in Pointe Noire. De licentie van Aéro-Frêt Business is ingetrokken na een ongeluk in 2009.

## Geschiedenis
Aéero-Frêt Business is opgericht in 2003.

## Vloot
De vloot van Aéro-Frêt Business bestaat uit:(mei 2007)
- 1 Antonov AN-12V